# Gefecht von Whampoa Island
Kowloon – 1. Chuenpi – 1. Chusan – Damm – 2. Chuenpi – Humen – First Bar Island – Whampoa Island – Broadway – 1. Kanton – 2. Kanton – Sanyuanli – Amoy – 2. Chusan – Zhenhai – Ningbo – Ciqi – Zhapu – Wusong – Zhenjiang – Nerbudda
Die Gefecht von Whampoa Island wurde am 2. März 1841 während des Ersten Opiumkriegs zwischen britischen und chinesischen Streitkräften auf der Insel Whampoa (heute Insel Pazhou) am Perlfluss in der Nähe der Stadt Canton (heute Guangzhou in der Provinz Guangdong) ausgetragen. Das Gefecht endete mit einem britischen Sieg.

## Zusammenfassung
Am 2. März 1841 hatte der Kommodore James Bremer, Oberbefehlshaber der East Indies and China Station, eines Geschwaders der Royal Navy, Kapitän Edward Belcher mit seiner Bombarde Sulphur entsandt, um den sog. Junk River (deutsch: Dschunkenfluss) zu erkunden. Als Junk River wurde zu dieser Zeit eine schmale Wasserstraße zwischen Whampoa Island und Junk Island, einem schmalen Landstreifen nordöstlich von Whampoa, genannt. Das Schiff wurde von drei Booten des Linienschiffs Wellesley unter Leutnant Richard Symonds geschleppt. Als sich der Verband dem nordöstlichen Ende der Insel Whampoa näherte, eröffnete eine chinesische Batterie von etwa 25 Kanonen, die von dicken Ästen verdeckt waren, das Feuer auf die Schiffe. Symonds durchtrennte sofort die Schleppleinen und die Boote segelten in Richtung Ufer, wo die Bootsbesatzungen landeten. Die Batterie wurde von 250 Mandschu-Tataren-Truppen verteidigt. Sie flohen in den benachbarten Dschungel und wurden aber durch Artillerie der Sulphur vertrieben. Nachdem die Briten die Stellungen erobert hatten, wurden die Kanonen zerstört und die Erdwerke und Magazine gesprengt.
Bremer berichtete von 15 oder 20 getöteten Tataren. Ein britischer Seemann von der Wellesley starb an seinen Verwundungen, nachdem er einen Lungendurchschuss durch Kartätschen erhalten hatte. In der Folge übergab Bremer das Kommando über die Landungstruppe an Generalmajor Hugh Gough, der sich der kleinen Flotte an Bord der Sloop Cruizer angeschlossen hatte. Der frühere kaiserliche Sonderkommissar in Kanton Lin Zexu schrieb in seinem Tagebucheintrag vom 2. März: „Ich höre, dass die englischen Rebellenschiffe bereits in das Fort von Lieh-te eingedrungen sind. Frühmorgens ging ich ins Generalbüro im Kloster des Riesenbuddha, um die Dinge zu besprechen.“